# Santa Cristina Gela
Santa Cristina Gela – miejscowość i gmina we Włoszech, w regionie Sycylia, w prowincji Palermo.
Według danych na rok 2004 gminę zamieszkiwały 862 osoby, 22,7 os./km².